# Zvonko Žagar
Zvonko Žagar, slovenski častnik in veteran vojne za Slovenijo.

## Vojaška kariera
- poveljnik 1. odreda, 1. specialne brigade MORiS (1991)

## Odlikovanja in priznanja
- zlata medalja generala Maistra z meči (31. januar 1992)
- spominski znak Obranili domovino 1991